# 테트리스 64
테트리스 64(Tetris 64, 일본어: テトリス64)는 닌텐도 64용 퍼즐 비디오 게임이다. 일본에서 1998년 영어로만 출시되었으며 함께 동봉된 바이오센서 액세서리와 동작하는 닌텐도 64의 유일한 게임이다.

## 바이오 센서

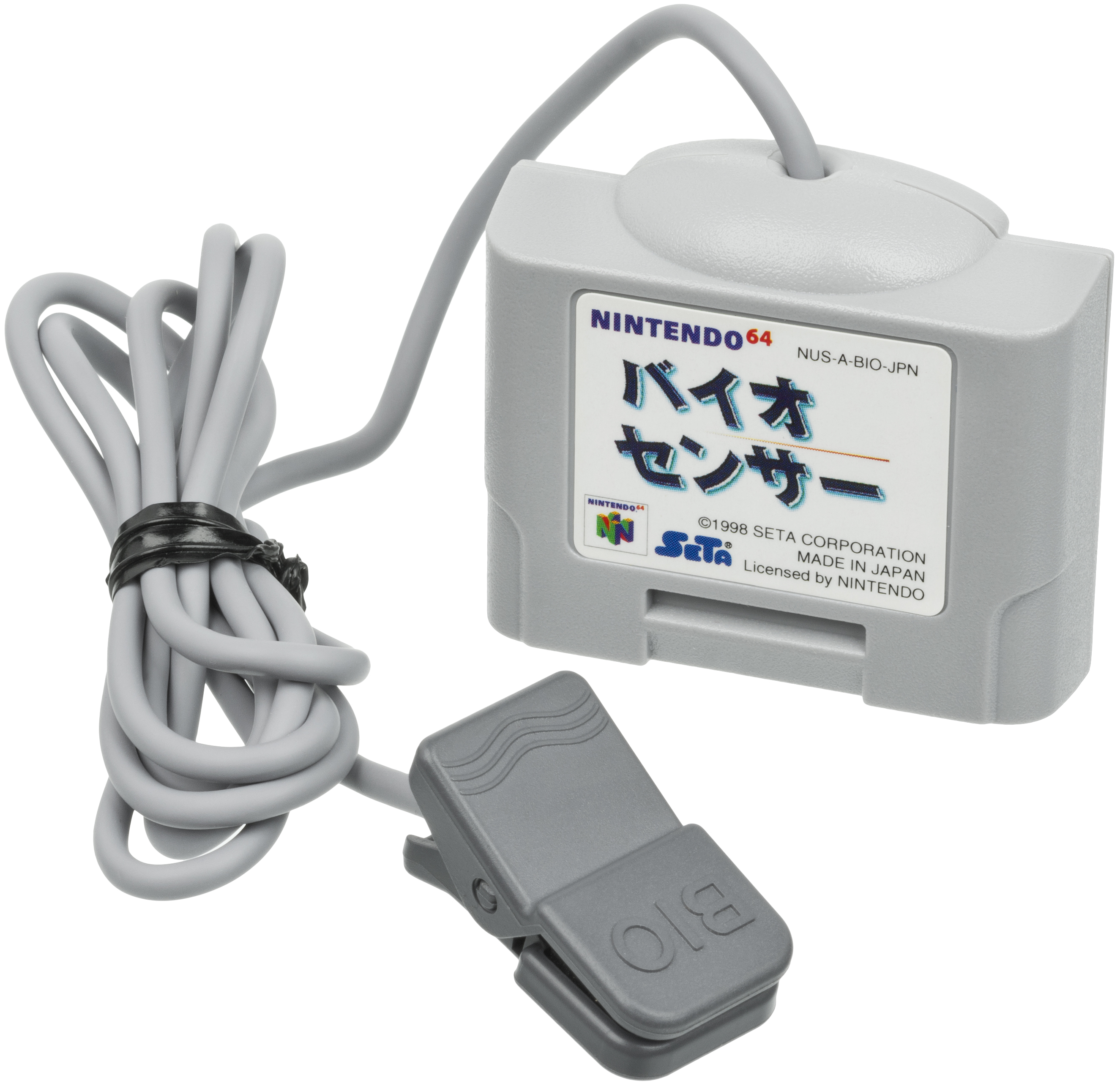
닌텐도 64 바이오 센서

바이오 센서는 SETA에서 제작하고 일본에서만 판매된 닌텐도 64 액세서리이다. 테트리스 64라는 패키징으로 구성되어 있다. 끝에 선이 빠져나온 닌텐도 64 컨트롤 팩처럼 생겼다. 센서 끝부분은 닌텐도 64 컨트롤러의 확장 포트로 연결하며 다른 끝쪽 클립은 플레이어의 귀에 착용한다. 장치는 사용자의 심박수를 측정하고 이에 따라 게임의 난이도를 조정한다.

## 평가
| 평가                                                      |        |
| --------------------------------------------------------- | ------ |
| 평론 점수 평론사 점수 패미츠 27/40 [ 2 ] IGN 8.4/10 [ 3 ] |        |
| 평론 점수                                                 |        |
| 평론사                                                    | 점수   |
| 패미츠                                                    | 27/40  |
| IGN                                                       | 8.4/10 |